# Tríada STAR
La tríada STAR incluye tres trastornos musculoesqueléticos interrelacionados que se presentan en conjunción muy frecuentemente en personas de edad avanzada. Incluye la sarcopenia, las tendinopatías (tendinitis o tendinosis) y la osteoartritis o artrosis. El acrónimo STAR (del inglés star, estrella) deriva de Sarcopenia, Tendinopatías, ARtrosis, un juego de palabras en alusión a estas tres enfermedades musculoesqueléticas "estrella" en las personas mayores.

## Sarcopenia
Sarcopenia (del griego σάρξ sarx, "carne", y πενία penia, "pobreza" o "escasez") es un término médico que literalmente significa escasez de carne (músculo), que Rosenberg (1989) acuñó por primera vez para describir la pérdida de masa de músculo esquelético durante el envejecimiento. Se caracteriza por la pérdida progresiva y generalizada de masa muscular esquelética y la función muscular (fuerza o rendimiento) con un mayor riesgo de mala calidad de vida, discapacidad física, caídas y debilidad frecuentes, incluso la muerte. Es un síndrome generalmente relacionado con el proceso de envejecimiento (sarcopenia primaria) y a su vez asociada a la osteoporosis, siendo dos factores que determinan la calidad de vida y la longevidad en adultos mayores. Es distinto de la caquexia, en la que el músculo se degrada a través de un proceso mediado por citoquinas, y que se da en ciertas enfermedades como el cáncer o inmunodeficiencia. 

## Tendinopatía
La tendinopatía, también conocida como tendinitis o tendinosis, es un tipo de trastorno del tendón que produce dolor, inflamación y deterioro de la función. El dolor generalmente empeora con el movimiento. Afecta principalmente al hombro (tendinitis del manguito de los rotadores, tendinitis del bíceps), codo (codo de tenista, codo de golfista), muñeca, cadera, rodilla (rodilla de saltador o tendinitis rotuliana) o tobillo (tendinitis aquílea).
Las causas pueden incluir una lesión o actividades repetitivas. Los grupos de principales riesgo incluyen personas que realizan trabajos manuales, músicos y deportistas. Las causas menos comunes incluyen infección, artritis, gota, enfermedades tiroideas y diabetes. El diagnóstico generalmente se basa en los síntomas, el examen y, ocasionalmente, pruebas de imagen médicas. Algunas semanas después de una lesión queda poca inflamación, con el problema subyacente relacionado con fibrillas tendinosas débiles o alteradas.

## Artrosis
La artrosis u osteoartritis es una enfermedad degenerativa crónica de lenta progresión común en la edad avanzada que afecta a las articulaciones móviles del cuerpo, caracterizada por dolor articular, sensibilidad acentuada, rigidez, alteración en la movilidad, crepitaciones y derrame. Se genera a partir del daño acumulativo proveniente de lesiones microscópicas y macroscópicas en dichas articulaciones que activan una respuesta de reparación mal adaptada que incluye la activación de vías proinflamatorias del sistema inmunitario innato. El trastorno se manifiesta primero a nivel molecular y celular (metabolismo anormal de los tejidos de la articulación) seguido de alteraciones anatómicas o fisiológicas (degradación y pérdida del cartílago, remodelación del hueso, formación de osteofitos, inflamación sinovial, esclerosis y engrosamiento del hueso subcondral y pérdida de la función articular normal). El compromiso de la cadera y las rodillas son una causa común de discapacidad.
Es la enfermedad reumática más frecuente, especialmente entre personas de edad avanzada. Se presenta de forma prematura en personas con enfermedades genéticas que afectan al tejido conectivo, como el síndrome de Ehlers-Danlos y el síndrome de hiperlaxitud articular.